# Liga Católica (Inglaterra)
Unitas: a Liga Católica pela Unidade dos Cristãos é uma organização fundada na Igreja da Inglaterra e dedicada à reconciliação visível e completa de anglicanos e católicos romanos como uma Igreja. Está associado à ala anglo-papalista do anglo-catolicismo, da qual seus fundadores foram escolhidos. Hoje, e especialmente desde a formação dos ordenados pessoais, a Liga é ecumênica na adesão.

## História
A Liga foi fundada em 1913 com 97 membros da fundação por iniciativa de Richard Langford-James e Henry Fynes-Clinton. Seus antecessores foram a Associação para a Promoção da Unidade da Cristandade (fundada em 1857) e a Guilda do Amor de Deus (fundada em 1911). O próprio site da Liga afirma: "Foi fundado por anglicanos que acreditavam apaixonadamente que o futuro de sua Igreja residia na reunião de todos os cristãos em uma fé católica e apostólica comum, em plena comunhão restaurada com o Sucessor de Pedro nos arredores de Roma".

## Atividades
Como membro das Sociedades Católicas da Igreja da Inglaterra, a Liga apóia a Semana de Oração pela Unidade dos Cristãos (anteriormente a Oitava da Unidade dos Cristãos), o trabalho da Comissão Internacional Anglo-Romana Católica de Unidade e Missão, e no passado, seu antecessor, a Comissão Internacional Anglicana Romana-Católica. Associada à Liga Católica está a Sodality of the Precious Blood, uma confraria de padres da Igreja da Inglaterra que rezam a Liturgia das Horas e praticam o celibato.